# Isabel Fernández
María Isabel (Isabel) Fernández Gutiérrez (Alicante, 1 februari 1972) is een Spaans judoka.
Fernández nam viermaal deel aan de Olympische Zomerspelen en won daarbij twee medailles. Fernández won tijdens de Olympische Zomerspelen 1996 de bronzen medaille. In 2000 versloeg Fernández in de finale de Cubaanse titelverdedigster Driulis González. Fernández won tijdens de wereldkampioenschappen vier medaille, in 1997 werd Fernández wereldkampioen en in 1999 verloor zij de finale van het wereldkampioenschap van González. Fernández won dertien medailles tijdens de Europese kampioenschappen waarvan 6 gouden medailles.

## Resultaten
- Europese kampioenschappen judo 1995 in Birmingham  in het lichtgewicht
- Wereldkampioenschappen judo 1995 in Chiba 5e in het lichtgewicht
- Europese kampioenschappen judo 1996 in Den Haag  in het lichtgewicht
- Olympische Zomerspelen 1996 in Atlanta  in het lichtgewicht
- Europese kampioenschappen judo 1997 in Oostende  in het lichtgewicht
- Wereldkampioenschappen judo 1997 in Parijs  in het lichtgewicht
- Europese kampioenschappen judo 1998 in Oviedo  in het lichtgewicht
- Europese kampioenschappen judo 1999 in Bratislava  in het lichtgewicht
- Wereldkampioenschappen judo 1999 in Birmingham  in het lichtgewicht
- Olympische Zomerspelen 2000 in Sydney  in het lichtgewicht
- Europese kampioenschappen judo 2001 in Parijs  in het lichtgewicht
- Wereldkampioenschappen judo 2001 in München  in het lichtgewicht
- Europese kampioenschappen judo 2002 in Maribor  in het lichtgewicht
- Europese kampioenschappen judo 2003 in Düsseldorf  in het lichtgewicht
- Wereldkampioenschappen judo 2003 in Osaka 7e in het lichtgewicht
- Europese kampioenschappen judo 2004 in Boekarest  in het lichtgewicht
- Olympische Zomerspelen 2004 in Athene 5e in het lichtgewicht
- Europese kampioenschappen judo 2005 in Rotterdam  in het lichtgewicht
- Wereldkampioenschappen judo 2005 in Caïro 5e in het lichtgewicht
- Europese kampioenschappen judo 2006 in Tampere  in het lichtgewicht
- Europese kampioenschappen judo 2007 in Belgrado  in het lichtgewicht
- Wereldkampioenschappen judo 2007 in Rio de Janeiro  in het lichtgewicht
- Europese kampioenschappen judo 2008 in Lissabon  in het lichtgewicht
- Olympische Zomerspelen 2008 in Peking 9e in het lichtgewicht
- Wereldkampioenschappen judo 2011 in Parijs 7e in het lichtgewicht

1992: Miriam Blasco ·
1996: Driulis González ·
2000: Isabel Fernández ·
2004: Yvonne Bönisch ·
2008: Giulia Quintavalle · 
2012: Kaori Matsumoto · 
2016: Rafaela Silva · 
2020: Nora Gjakova · 
2024: Christa Deguchi